# Anaplecta sumatrensis
Anaplecta sumatrensis är en kackerlacksart som beskrevs av Hanitsch 1929. Anaplecta sumatrensis ingår i släktet Anaplecta och familjen småkackerlackor. Inga underarter finns listade i Catalogue of Life.